# Лајнцел
Лајнцел (њем. Leinzell) општина је у њемачкој савезној држави Баден-Виртемберг. Једно је од 42 општинска средишта округа Осталб. Према процјени из 2010. у општини је живјело 2.172 становника. Посједује регионалну шифру (AGS) 8136040.

## Географски и демографски подаци
Лајнцел се налази у савезној држави Баден-Виртемберг у округу Осталб. Општина се налази на надморској висини од 400 метара. Површина општине износи 2,1 km². У самом мјесту је, према процјени из 2010. године, живјело 2.172 становника. Просјечна густина становништва износи 1.029 становника/km².

## Међународна сарадња
| Мјесто   | Држава    | Врста сарадње | Од    |
| -------- | --------- | ------------- | ----- |
| Данжутен | Француска | партнерство   | 1989. |
| Ферндорф | Аустрија  | пријатељство  | 2000. |
| Извор    |           |               |       |